# Geomuseum Faxe
Geomuseum Faxe er et kulturhistorisk og geologisk museum i kulturhuset Kanten i Faxe; helt ud til Faxe Kalkbrud.
Kulturhuset huser også Biografen Kanten, der åbnede 8. juni 2009.
Geomuseum Faxe er en del af Østsjællands Museum.
Museet har særligt fokus på det koralrev, der i Danien for 63 millioner år opstod, hvor kalkbruddet nu findes.
Museumsinspektør ved Geomuseum Faxe, er ph.d. fra Københavns Universitet Jesper Milàn; jobbet har Milàn haft siden 2009. Foruden en lang række artikler; har Milàn også skrevet bøger, især om fossiler.
Jesper Milàn tog initiativ til udstillingen Rockstjerner som fossiler.